# Université de Niigata
L'université de Niigata (新潟大学, Niigata daigaku, couramment abrégée en Shindai, 新大) est une université nationale japonaise fondée le 31 mai 1949, située à Niigata dans le département de Niigata. Elle est par sa taille la plus grande université du "Japon de l'envers" (sur la mer du Japon) et rassemble plus de 10 000 étudiants sur 2 campus (Ikarashi et Asahi-machi). Elle dispose également d'installations près de la gare de Niigata, ce Tokimate étant essentiellement destiné à la formation continue des adultes.

## Histoire
L'histoire de l'université de Niigata remonte à 1870, avec la création d'un hôpital temporaire (Kyoritsu byoin,共立病院), transformé en 1873 en hôpital privé, puis un hôpital départemental quatre ans plus tard en 1877.
La création de l'École de médecine fut retardée à cause de la guerre russo-japonaise, elle ouvre ses portes en 1910, puis en 1922 elle obtient l'homologation d'université de médecine de Niigata.  (新潟醫科大學 Niigata ika daigaku?).
Mais c'est après-guerre, en 1949 que l'université devient un centre universitaire. Ayant agrégé plusieurs écoles, elle constitue ses facultés de sciences humaines, de pédagogie, de science, de médecine, d’ingénierie et d'agriculture, que vient compléter en 1965 la faculté d'odontologie.
En 1977, la faculté de sciences humaines est réorganisée. Sont alors indépendamment créées les facultés de droit, de sciences humaines et d'économie. Et le Centre international est fondé en 2004.

## Composantes
L'université est structurée en facultés de 1er cycle (学部, gakubu), qui ont la charge des étudiants de 1er cycle universitaire, et en facultés de cycles supérieurs (研究科, kenkyūka), qui ont la charge des étudiants de 2e et 3e cycle universitaire.

### Facultés de1ercycle
L'université compte 9 facultés de 1er cycle (学部, gakubu).
- Faculté de sciences humaines
- Faculté de pédagogie
- Faculté de droit
- Faculté d'économie
- Faculté de médecine (médecine et sciences de la santé)
- Faculté d'odontologie
- Faculté des sciences
- Faculté d'ingénierie
- Faculté d'agriculture

### Facultés de cycles supérieur

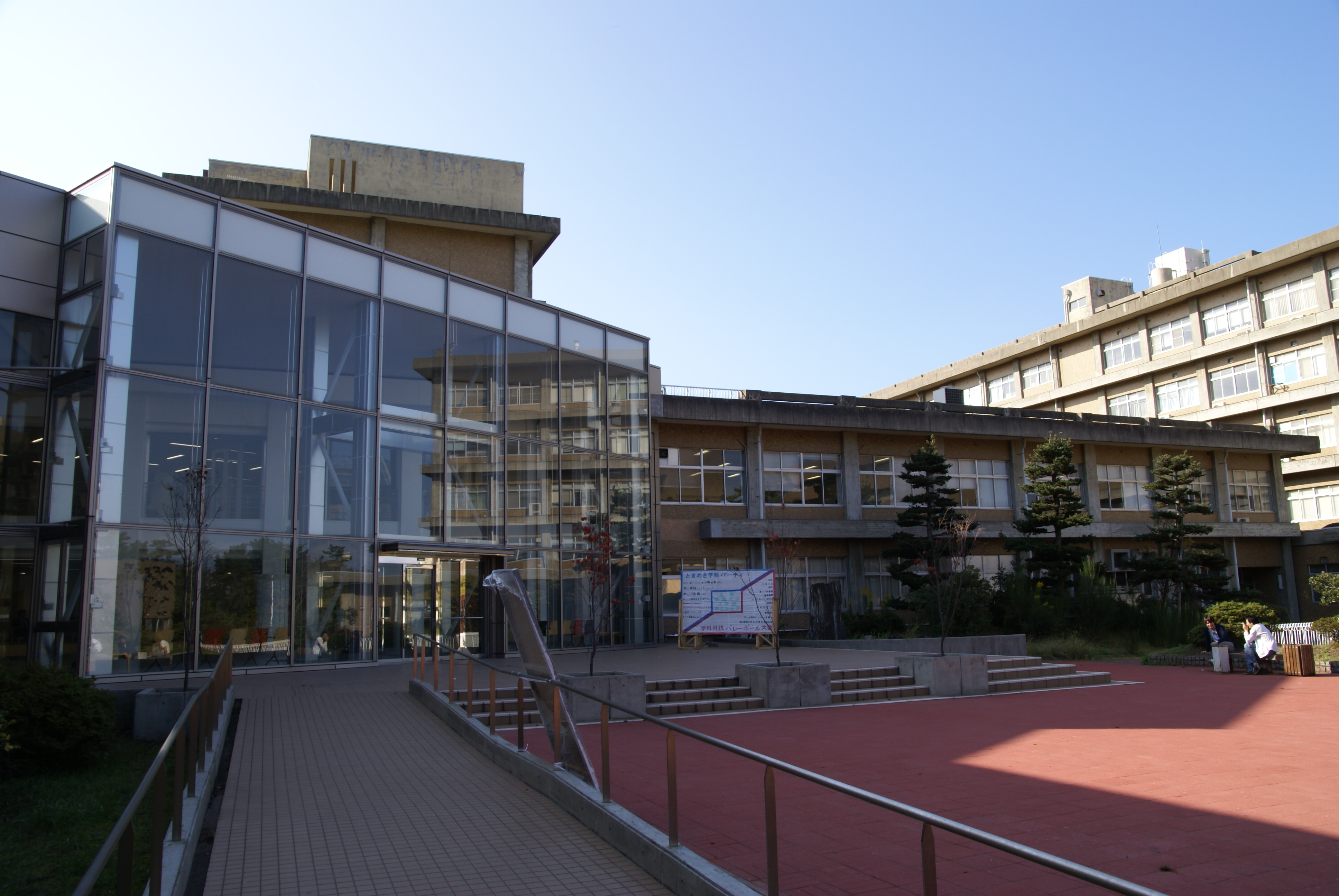
Faculté d'ingénierie

L'université compte 7 facultés de cycles supérieurs (研究科, kenkyūka).
- Faculté de pédagogie
- Faculté d'étude des cultures et sociétés modernes
- Faculté des sciences et technologies
- Faculté des sciences médicales et dentaires
- Faculté des sciences de la santé
- Faculté de management des technologies
- École de droit

## Symbole
Le symbole de l'université est un flocon de neige à 6 branches (rikka) 

## Personnalités liées

### Anciens étudiants
- Chinami Nishimura, parlementaire japonaise
- Yūko Mori, parlementaire japonaise
- Ayano Yamada (1990-), gagnante du concours de beauté Miss Monde Japon 2015